# José Antonio de la Rosa
José Antonio de la Rosa Garrido (Huelva, 28 de julio de 2004) es un futbolista español que juega como extremo izquierdo en el Cádiz Club de Fútbol de la Liga Hypermotion. 

## Trayectoria
Nacido en Huelva, se forma en el CDC Nuevo Molino, Recreativo de Huelva, Real Betis Balompié y Cádiz C. F., donde finaliza su etapa como juvenil en 2022. Asciende al filial del club para la temporada 2022-23 de la Segunda Federación, siendo convocado por primera voz con el primer equipo en abril de 2023. El 11 de abril renueva su contrato con el club hasta 2027.
Logra debutar con el primer equipo el 3 de mayo de 2023 al entrar como suplente en la segunda mitad de la derrota por 5-1 frente al Atlético de Madrid en la Primera División, dando una asistencia para hacer el único gol de su equipo.
El 1 de septiembre de 2023, firma por el R. C. Recreativo de Huelva de la Primera Federación, cedido por el Cádiz Club de Fútbol.

## Clubes
Actualizado al último partido disputado el 7 de mayo de 2023.
| Club                                | País   | Año       | Partidos | Goles |
| ----------------------------------- | ------ | --------- | -------- | ----- |
| Cádiz C. F. Mirandilla              | España | 2022-act. | 21       | 2     |
| Cádiz C. F.                         | España | 2023-act. | 3        | 0     |
| R. C. Recreativo de Huelva (cedido) | España | 2023-2024 | 32       | 6     |